# South Wales Railway
| Spurweite: | 2140 mm |                                                                            |                                                                            |
| |         |                                                                            |                                                                            |
| \| \| \| Grange Court \| \| \| \| \| Hereford, Ross and Gloucester Railway \| \| \| \| \| Westbury-on-Severn Halt \| \| \| \| \| Newnham \| \| \| \| \| Ruddle Road Halt \| \| \| \| \| Bullo Pill \| \| \| \| \| Awre Junction \| \| \| \| \| Forest of Dean Central Railway \| \| \| \| \| Lydney \| \| \| \| \| Woolaston \| \| \| \| \| Wye Valley Railway \| \| \| \| \| Tutshill \| \| \| \| \| Chepstow East \| \| \| \| \| Chepstow Railway Bridge (Wye) \| \| \| \| \| Chepstow \| \| \| \| \| Portskewett \| \| \| \| \| Royal Navy Propellant Factory, Caerwent \| \| \| \| \| Caldicot \| \| \| \| \| Severn Tunnel Junction \| \| \| \| \| South Wales Main Line \| \| \| \| \| Undy Halt \| \| \| \| \| Magor \| \| \| \| \| Llanwern (Stahlwerk) \| \| \| \| \| Llanwern \| \| \| \| \| Lliswerry \| \| \| \| \| London and North Western Railway nach Abergavenny \| \| \| \| \| Usk \| \| \| \| \| Newport High Street \| \| \| \| \| \| \| \| \| \| Alexandra Dock \| \| \| \| \| \| \| \| \| \| Marshfield \| \| \| \| \| Roath \| \| \| \| \| Cardiff Queen Street \| \| \| \| \| Taff Vale Railway von Pontypridd \| \| \| \| \| Cardiff Central \| \| \| \| \| Barry Railway \| \| \| \| \| Cardiff Canton Locomotive Depot \| \| \| \| \| Ninian Park \| \| \| \| \| \| \| \| \| \| Penarth Harbour and Dock Railway von Taffs Well \| \| \| \| \| Ely \| \| \| \| \| St Fagans \| \| \| \| \| \| \| \| \| \| St Fagans Junction/Drope Junction Barry Railway (Barry–Tynycaeau Junction) \| \| \| \| \| \| \| \| \| \| Peterstone \| \| \| \| \| Llantristant \| \| \| \| \| Pontyclun \| \| \| \| \| Ely Valley Railway \| \| \| \| \| Cowbridge and Aberthaw Railway \| \| \| \| \| Llanharan \| \| \| \| \| Cardiff and Ogmore Valley Railway \| \| \| \| \| Pencoed \| \| \| \| \| Barry Railway von Vale of Glamorgan \| \| \| \| \| Bridgend \| \| \| \| \| \| \| \| \| \| Llynvi and Ogmore Railway nach Tondu und Maesteg \| \| \| \| \| \| \| \| \| \| Pyle Junction \| \| \| \| \| Pyle \| \| \| \| \| Llynvi and Ogmore Railway von Porthcawl \| \| \| \| \| Port Talbot Railway von Tondu \| \| \| \| \| Port Talbot \| \| \| \| \| Port Talbot Docks \| \| \| \| \| Baglan \| \| \| \| \| \| \| \| \| \| Rhondda and Swansea Bay Railway nach Treherbert \| \| \| \| \| South Wales Mineral Railway nach Tonmawr \| \| \| \| \| Briton Ferry \| \| \| \| \| Swansea District Line \| \| \| \| \| Neath \| \| \| \| \| Vale of Neath Railway \| \| \| \| \| \| \| \| \| \| Neath \| \| \| \| \| Skewen \| \| \| \| \| Swansea District Line \| \| \| \| \| Swansea docks \| \| \| \| \| Llansamlet \| \| \| \| \| Landore High Level \| \| \| \| \| Swansea High Street \| \| \| \| \| \| \| \| \| \| Cockett \| \| \| \| \| Gowerton North \| \| \| \| \| Loughor \| \| \| \| \| Loughor Viaduct \| \| \| \| \| Trostre Tinplate Works \| \| \| \| \| Llanelli (Übergang zur Heart of Wales Line) \| \| \| \| \| Pembrey and Burry Port \| \| \| \| \| Kidwelly \| \| \| \| \| Ferryside \| \| \| \| \| Carmarthen Junction \| \| \| \| \| Carmarthen zur Carmarthen Aberystwyth Line \| \| \| \| \| Sarnau \| \| \| \| \| St Clears \| \| \| \| \| Whitland \| \| \| \| \| West Wales Line zum Pembroke Dock \| \| \| \| \| nach Cardigan \| \| \| \| \| Clunderwen Req \| \| \| \| \| Abzweig Castlebythe \| \| \| \| \| Clarbeston Road Req \| \| \| \| \| \| \| \| \| \| Haverfordwest \| \| \| \| \| Wolf’s Castle \| \| \| \| \| Welsh Hook \| \| \| \| \| Mathry Road \| \| \| \| \| Jordanston \| \| \| \| \| Fishguard and Goodwick \| \| \| \| \| Fishguard Harbour nach Rosslare Europort (Fähre) \| \| \| \| \| Johnston Req \| \| \| \| \| Neyland Req \| \| \| \| \| Milford Haven \| \| |         |                                                                            |                                                                            |
| ehemaliger Haltepunkt / Haltestelle |         | Grange Court                                                               | Grange Court                                                               |
| Abzweig geradeaus und ehemals nach rechts |         | Hereford, Ross and Gloucester Railway                                      | Hereford, Ross and Gloucester Railway                                      |
| ehemaliger Haltepunkt / Haltestelle |         | Westbury-on-Severn Halt                                                    | Westbury-on-Severn Halt                                                    |
| ehemaliger Haltepunkt / Haltestelle |         | Newnham                                                                    | Newnham                                                                    |
| ehemaliger Haltepunkt / Haltestelle |         | Ruddle Road Halt                                                           | Ruddle Road Halt                                                           |
| ehemaliger Haltepunkt / Haltestelle |         | Bullo Pill                                                                 | Bullo Pill                                                                 |
| ehemaliger Haltepunkt / Haltestelle |         | Awre Junction                                                              | Awre Junction                                                              |
| Abzweig geradeaus und ehemals nach rechts |         | Forest of Dean Central Railway                                             | Forest of Dean Central Railway                                             |
| Bahnhof |         | Lydney                                                                     | Lydney                                                                     |
| ehemaliger Haltepunkt / Haltestelle |         | Woolaston                                                                  | Woolaston                                                                  |
| Abzweig geradeaus und ehemals von rechts |         | Wye Valley Railway                                                         | Wye Valley Railway                                                         |
| ehemaliger Haltepunkt / Haltestelle |         | Tutshill                                                                   | Tutshill                                                                   |
| ehemaliger Haltepunkt / Haltestelle |         | Chepstow East                                                              | Chepstow East                                                              |
| Brücke über Wasserlauf |         | Chepstow Railway Bridge (Wye)                                              | Chepstow Railway Bridge (Wye)                                              |
| Bahnhof |         | Chepstow                                                                   | Chepstow                                                                   |
| ehemaliger Haltepunkt / Haltestelle |         | Portskewett                                                                | Portskewett                                                                |
| Betriebs-/Güterbahnhof Streckenanfang und quer · Abzweig geradeaus und von rechts |         | Royal Navy Propellant Factory, Caerwent                                    | Royal Navy Propellant Factory, Caerwent                                    |
| Haltepunkt / Haltestelle |         | Caldicot                                                                   | Caldicot                                                                   |
| Bahnhof |         | Severn Tunnel Junction                                                     | Severn Tunnel Junction                                                     |
| Abzweig geradeaus und von rechts |         | South Wales Main Line                                                      | South Wales Main Line                                                      |
| ehemaliger Haltepunkt / Haltestelle |         | Undy Halt                                                                  | Undy Halt                                                                  |
| ehemaliger Haltepunkt / Haltestelle |         | Magor                                                                      | Magor                                                                      |
| ehemaliger Dienststation / Betriebs- oder Güterbahnhof |         | Llanwern (Stahlwerk)                                                       | Llanwern (Stahlwerk)                                                       |
| Haltepunkt / Haltestelle |         | Llanwern                                                                   | Llanwern                                                                   |
| ehemaliger Haltepunkt / Haltestelle |         | Lliswerry                                                                  | Lliswerry                                                                  |
| Abzweig geradeaus, ehemals nach rechts und ehemals von rechts |         | London and North Western Railway nach Abergavenny                          | London and North Western Railway nach Abergavenny                          |
| Brücke über Wasserlauf |         | Usk                                                                        | Usk                                                                        |
| Bahnhof |         | Newport High Street                                                        | Newport High Street                                                        |
| Tunnel |         |                                                                            |                                                                            |
| Abzweig geradeaus und ehemals nach links |         | Alexandra Dock                                                             | Alexandra Dock                                                             |
| Überleitstelle / Spurwechsel |         |                                                                            |                                                                            |
| ehemaliger Haltepunkt / Haltestelle |         | Marshfield                                                                 | Marshfield                                                                 |
| ehemaliger Haltepunkt / Haltestelle |         | Roath                                                                      | Roath                                                                      |
| Bahnhof quer (Strecke außer Betrieb) · Abzweig geradeaus und ehemals von rechts |         | Cardiff Queen Street                                                       | Cardiff Queen Street                                                       |
| Abzweig geradeaus und ehemals von links |         | Taff Vale Railway von Pontypridd                                           | Taff Vale Railway von Pontypridd                                           |
| Bahnhof |         | Cardiff Central                                                            | Cardiff Central                                                            |
| Abzweig geradeaus, ehemals nach links und ehemals von links |         | Barry Railway                                                              | Barry Railway                                                              |
| Dienststation / Betriebs- oder Güterbahnhof |         | Cardiff Canton Locomotive Depot                                            | Cardiff Canton Locomotive Depot                                            |
| Abzweig geradeaus und ehemals von links |         | Ninian Park                                                                | Ninian Park                                                                |
| Kreuzung geradeaus unten (Querstrecke außer Betrieb) |         |                                                                            |                                                                            |
| Abzweig geradeaus und ehemals von rechts |         | Penarth Harbour and Dock Railway von Taffs Well                            | Penarth Harbour and Dock Railway von Taffs Well                            |
| ehemaliger Haltepunkt / Haltestelle |         | Ely                                                                        | Ely                                                                        |
| ehemaliger Haltepunkt / Haltestelle |         | St Fagans                                                                  | St Fagans                                                                  |
| |         |                                                                            |                                                                            |
| Kreuzung geradeaus unten (Querstrecke außer Betrieb) |         | St Fagans Junction/Drope Junction Barry Railway (Barry–Tynycaeau Junction) | St Fagans Junction/Drope Junction Barry Railway (Barry–Tynycaeau Junction) |
| |         |                                                                            |                                                                            |
| ehemaliger Haltepunkt / Haltestelle |         | Peterstone                                                                 | Peterstone                                                                 |
| ehemaliger Haltepunkt / Haltestelle |         | Llantristant                                                               | Llantristant                                                               |
| Haltepunkt / Haltestelle |         | Pontyclun                                                                  | Pontyclun                                                                  |
| Abzweig geradeaus und ehemals nach rechts |         | Ely Valley Railway                                                         | Ely Valley Railway                                                         |
| Abzweig geradeaus und ehemals nach links |         | Cowbridge and Aberthaw Railway                                             | Cowbridge and Aberthaw Railway                                             |
| Haltepunkt / Haltestelle |         | Llanharan                                                                  | Llanharan                                                                  |
| Abzweig geradeaus und ehemals nach rechts |         | Cardiff and Ogmore Valley Railway                                          | Cardiff and Ogmore Valley Railway                                          |
| Haltepunkt / Haltestelle |         | Pencoed                                                                    | Pencoed                                                                    |
| Abzweig geradeaus und von links |         | Barry Railway von Vale of Glamorgan                                        | Barry Railway von Vale of Glamorgan                                        |
| Bahnhof |         | Bridgend                                                                   | Bridgend                                                                   |
| |         |                                                                            |                                                                            |
| Abzweig geradeaus und nach rechts |         | Llynvi and Ogmore Railway nach Tondu und Maesteg                           | Llynvi and Ogmore Railway nach Tondu und Maesteg                           |
| |         |                                                                            |                                                                            |
| Abzweig geradeaus und ehemals von links |         | Pyle Junction                                                              | Pyle Junction                                                              |
| Haltepunkt / Haltestelle |         | Pyle                                                                       | Pyle                                                                       |
| Abzweig geradeaus und ehemals von links |         | Llynvi and Ogmore Railway von Porthcawl                                    | Llynvi and Ogmore Railway von Porthcawl                                    |
| Abzweig geradeaus und von rechts |         | Port Talbot Railway von Tondu                                              | Port Talbot Railway von Tondu                                              |
| Haltepunkt / Haltestelle |         | Port Talbot                                                                | Port Talbot                                                                |
| Abzweig geradeaus und ehemals nach links · Betriebs-/Güterbahnhof Streckenende und quer (Strecke außer Betrieb) |         | Port Talbot Docks                                                          | Port Talbot Docks                                                          |
| Haltepunkt / Haltestelle |         | Baglan                                                                     | Baglan                                                                     |
| Abzweig geradeaus und ehemals nach links · Strecke von rechts (außer Betrieb) |         |                                                                            |                                                                            |
| Kreuzung geradeaus unten (Querstrecke außer Betrieb) · Abzweig geradeaus, nach rechts und von rechts (Strecke außer Betrieb) |         | Rhondda and Swansea Bay Railway nach Treherbert                            | Rhondda and Swansea Bay Railway nach Treherbert                            |
| Kreuzung geradeaus unten (Querstrecke außer Betrieb) · Abzweig geradeaus, nach rechts und von rechts (Strecke außer Betrieb) |         | South Wales Mineral Railway nach Tonmawr                                   | South Wales Mineral Railway nach Tonmawr                                   |
| Haltepunkt / Haltestelle · Dienststation / Betriebs- oder Güterbahnhof (Strecke außer Betrieb) |         | Briton Ferry                                                               | Briton Ferry                                                               |
| Abzweig geradeaus und nach links · Abzweig quer, ehemals nach rechts und ehemals von links |         | Swansea District Line                                                      | Swansea District Line                                                      |
| Haltepunkt / Haltestelle · Strecke (außer Betrieb) |         | Neath                                                                      | Neath                                                                      |
| Abzweig geradeaus und nach rechts · Strecke (außer Betrieb) |         | Vale of Neath Railway                                                      | Vale of Neath Railway                                                      |
| Abzweig geradeaus und ehemals von links · Strecke nach rechts (außer Betrieb) |         |                                                                            |                                                                            |
| Brücke über Wasserlauf |         | Neath                                                                      | Neath                                                                      |
| Haltepunkt / Haltestelle |         | Skewen                                                                     | Skewen                                                                     |
| Abzweig geradeaus und ehemals nach rechts |         | Swansea District Line                                                      | Swansea District Line                                                      |
| Abzweig geradeaus, ehemals nach links und ehemals von links |         | Swansea docks                                                              | Swansea docks                                                              |
| Haltepunkt / Haltestelle |         | Llansamlet                                                                 | Llansamlet                                                                 |
| Haltepunkt / Haltestelle |         | Landore High Level                                                         | Landore High Level                                                         |
| Abzweig geradeaus, nach links und von links · Kopfbahnhof Streckenende und quer |         | Swansea High Street                                                        | Swansea High Street                                                        |
| Tunnel |         |                                                                            |                                                                            |
| ehemaliger Haltepunkt / Haltestelle |         | Cockett                                                                    | Cockett                                                                    |
| Haltepunkt / Haltestelle |         | Gowerton North                                                             | Gowerton North                                                             |
| ehemaliger Haltepunkt / Haltestelle |         | Loughor                                                                    | Loughor                                                                    |
| Brücke über Wasserlauf |         | Loughor Viaduct                                                            | Loughor Viaduct                                                            |
| Abzweig geradeaus, ehemals nach links und ehemals nach rechts · Betriebs-/Güterbahnhof Streckenende und quer (Strecke außer Betrieb) |         | Trostre Tinplate Works                                                     | Trostre Tinplate Works                                                     |
| Bahnhof |         | Llanelli (Übergang zur Heart of Wales Line)                                | Llanelli (Übergang zur Heart of Wales Line)                                |
| Haltepunkt / Haltestelle |         | Pembrey and Burry Port                                                     | Pembrey and Burry Port                                                     |
| ehemaliger Haltepunkt / Haltestelle |         | Kidwelly                                                                   | Kidwelly                                                                   |
| ehemaliger Haltepunkt / Haltestelle |         | Ferryside                                                                  | Ferryside                                                                  |
| ehemaliger Bahnhof |         | Carmarthen Junction                                                        | Carmarthen Junction                                                        |
| Kopfbahnhof Strecke bis hier außer Betrieb und quer · Abzweig geradeaus, nach rechts und von rechts |         | Carmarthen zur Carmarthen Aberystwyth Line                                 | Carmarthen zur Carmarthen Aberystwyth Line                                 |
| ehemaliger Haltepunkt / Haltestelle |         | Sarnau                                                                     | Sarnau                                                                     |
| ehemaliger Haltepunkt / Haltestelle |         | St Clears                                                                  | St Clears                                                                  |
| Bahnhof |         | Whitland                                                                   | Whitland                                                                   |
| Abzweig geradeaus und nach links |         | West Wales Line zum Pembroke Dock                                          | West Wales Line zum Pembroke Dock                                          |
| Abzweig geradeaus und ehemals nach rechts |         | nach Cardigan                                                              | nach Cardigan                                                              |
| Haltepunkt / Haltestelle |         | Clunderwen Req                                                             | Clunderwen Req                                                             |
| Abzweig geradeaus und ehemals nach rechts |         | Abzweig Castlebythe                                                        | Abzweig Castlebythe                                                        |
| Haltepunkt / Haltestelle |         | Clarbeston Road Req                                                        | Clarbeston Road Req                                                        |
| Strecke von links · Abzweig geradeaus und nach rechts |         |                                                                            |                                                                            |
| Strecke · Bahnhof |         | Haverfordwest                                                              | Haverfordwest                                                              |
| ehemaliger Haltepunkt / Haltestelle · Strecke |         | Wolf’s Castle                                                              | Wolf’s Castle                                                              |
| ehemaliger Haltepunkt / Haltestelle · Strecke |         | Welsh Hook                                                                 | Welsh Hook                                                                 |
| ehemaliger Haltepunkt / Haltestelle · Strecke |         | Mathry Road                                                                | Mathry Road                                                                |
| ehemaliger Haltepunkt / Haltestelle · Strecke |         | Jordanston                                                                 | Jordanston                                                                 |
| ehemaliger Haltepunkt / Haltestelle · Strecke |         | Fishguard and Goodwick                                                     | Fishguard and Goodwick                                                     |
| Kopfbahnhof Streckenende · Strecke |         | Fishguard Harbour nach Rosslare Europort (Fähre)                           | Fishguard Harbour nach Rosslare Europort (Fähre)                           |
| Haltepunkt / Haltestelle |         | Johnston Req                                                               | Johnston Req                                                               |
| Abzweig geradeaus und ehemals nach links · Kopfbahnhof Streckenende und quer (Strecke außer Betrieb) |         | Neyland Req                                                                | Neyland Req                                                                |
| Kopfbahnhof Streckenende |         | Milford Haven                                                              | Milford Haven                                                              |

Die South Wales Railway war eine Breitspurbahn mit Spurweite 7 Fuß 1/4 Zoll (2.140 mm). Sie verband im südlichen Wales die Gloucester and Forest of Dean Railway mit Neyland.

## Geschichte
1844 befasste sich die Great Western Railway mit dem Plan eine Eisenbahnlinie von Stonehouse über den Severn bis nach Carmarthen zu errichten. Diese sollte durch Chepstow, Newport, Cardiff und Swansea verlaufen und Abzweigungen nach Milford Haven und nach Fishguard anbieten. Der Plan sah vor, dass die Eisenbahn den Severn über eine 2000 Fuß lange Brücke überqueren sollte. Zusätzlich wurde an dieser Stelle ein Schiffskanal geplant. Dieser Kanal würde mit einer Drehbrücke ausgestattet, um die Schifffahrt nicht zu beeinträchtigen. In der Nähe von Swansea war der Bau eines Tunnels mit einer Länge von 1320 Yards und ein weiterer mit einer Länge von 1463 Yards in der Nähe von Kidwelly vorgesehen. Für dieses Vorhaben wurden Gesamtbaukosten von etwa 2.800.000 £ veranschlagt.
Die Einwände gegen die lange Brücke über den Fluss Severn führten dazu, dass die South Wales Railway bei Grange Court endete. Dort wurde eine Verbindung mit der Gloucester and Dean Forest Railway hergestellt, die die Linie über Gloucester mit dem Rest des Breitspurnetzes verband. Dadurch verlängerte sich die Route zwischen Südwales und London um 18 mi (29 km). 1846 waren bereits einige Abschnitte der Linie fertiggestellt und die Great Western Railway setzte den Bau zügig fort. Durch die Bohrungsarbeiten für den Newport-Hillfield-Tunnel stellte die Bevölkerung von Newport vor Herausforderungen, da der Tunnel mit 200 ft (61 m) unter der Oberfläche tiefer als alle Brunnen der Stadt lag. Durch den Bau versiegten die Brunnen.

## Brückenbauten
Für den Bau der notwendigen Brücken der Strecke wurde der Ingenieur Isambard Kingdom Brunel engagiert, der zu dieser Zeit viele Holzkonstruktionen errichtete. So war Brunel unter anderem für den Bau des Landoreviadukt verantwortlich. Als die Brücke schon fast fertig war, kam es zu einem verheerenden Brand, der durch das Eintreiben eines überhitzten Eisenbolzens ausgelöst worden war, das Bauwerk konnte nicht gerettet werden. Das ausführende Bauunternehmen, die „Rennie, Logan and Company“ hatte, wie es der Vertrag forderte, den Bau während der Herstellung versichert, so dass die Schadenssumme von der Feuerversicherung erstattet wurde. Über den River Wye bei Chepstow wurde nach Brunels Plänen eine röhrenförmige Brücke, die Chepstow Railway Bridge gebaut. Diese wurde 1852 fertiggestellt und verband die beiden zuvor fertiggestellten Streckenabschnitte.

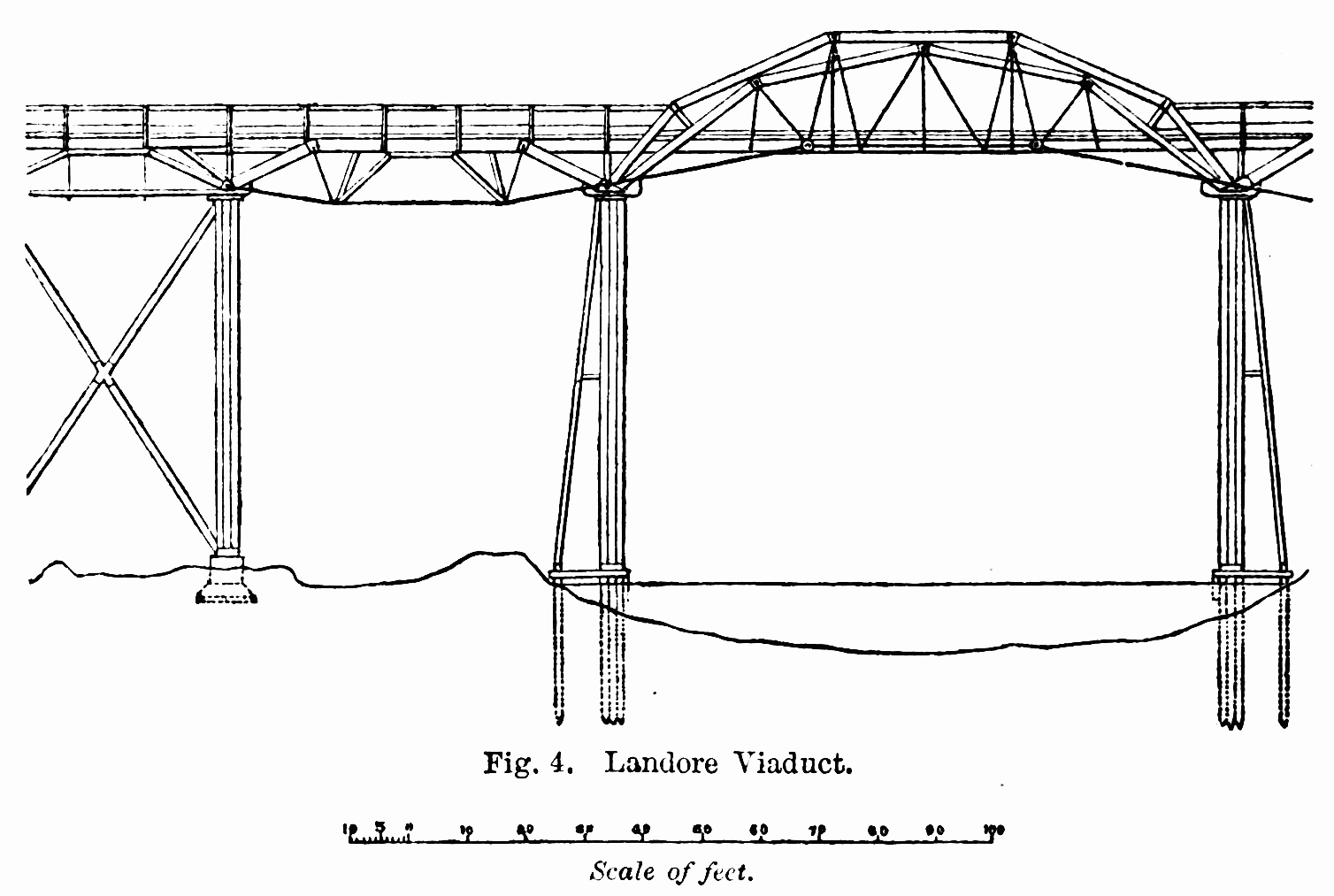
Landore Viaduct
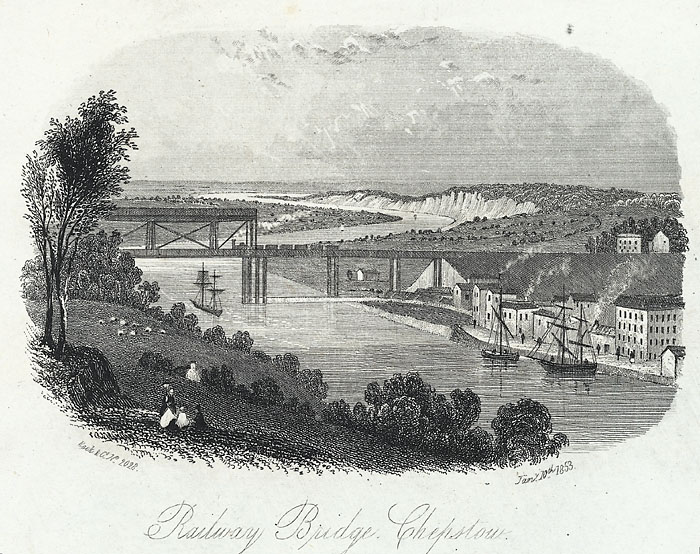
Chepstow Railway Bridge

## Weitere Streckenabschnitte
1850 wurde der Abschnitt von Chepstow nach Swansea und 1851 von Grange Court nach Chepstow East eröffnet. Die South Wales Railway wurde 1850 eröffnet und 1852 durch die von Brunel erbaute Wye Bridge sowie im gleichen Jahr auch Birmingham mit dem Bahnhof Snow Hill mit der Great Western Railway verbunden. Die Manchester and Milford Railway Company legte 1854 Pläne für eine Eisenbahnlinie in Westwales vor, um eine Verbindung zwischen Manchester und Milford Haven herzustellen. Da die Docks von Liverpool zunehmend überlastet wurden, bot sich eine attraktive Perspektive für die Kaufleute und Industriellen von Lancashire, wenn ein zusätzlicher Tiefwasserhafens im Südwesten von Wales vorhanden wäre, der durch eine direkte Eisenbahnverbindung mit dem Norden verbunden war.
1854 wurde die Verlängerung nach Haverfordwest und 1856 bis Linie bis Neyland komplettiert.

## Der Spurweitenkrieg
Zunächst hatte die Great Western Railway die Strecken der South Wales Railway für rund 46.000 £ pro Jahr gepachtet. Im Jahr 1861 kam es zu Streitigkeiten zwischen den beiden Unternehmen. Im so genannten „Spurweitenkrieg“ („gauge war“) lieferte sich die GWR einen erbitterten Konkurrenzkampf mit der London and North Western Railway (LNWR). 1846 war die Bristol and Gloucester Railway von der Midland Railway aufgekauft und 1854 auf Normalspur umgebaut worden. Auf dieser Strecke wurden Dreischienengleise verlegt, auf denen Züge beider Spurweiten verkehren konnten. Mit eigenen weiteren Streckenbauten wurden 1849 Plymouth und 1867 Penzance an der Südwestspitze Englands erreicht. Durch Übernahme und weitere Streckenbauten wuchs die GWR zur größten Gesellschaft im Südwesten Englands heran. Die Great Western Railway bemängelte, dass die Barlow-Sattelschiene nicht für den Verkehr geeignet sei. Sie ließen diese durch die gewöhnliche Musterschiene ersetzten und stellten die Kosten für die Erneuerung in Rechnung. Die beiden Eisenbahnen gingen daraufhin zu einem Schiedsverfahren, und es wurde eine neue Vereinbarung getroffen, die schließlich dazu führte, dass die Great Western Railway 1862 die South Wales Railway in ihr eigenes System aufnahm.

## Der Severn Tunnel
Da es bis zum 19. Oktober 1878 bei Sudbrook keine Eisenbahnbrücke über den Severn gab, mussten die Eisenbahnpassagiere auf einen Fähre umsteigen, den Fluss überqueren und wieder in einen anderen Zug umsteigen. Im Jahr 1868 übernahm die Great Western Railway die Verbindungslinie und die Fähre. Schon bald darauf gab es Vorschläge für den Bau eines Tunnels. Der Bau des Unterwassertunnels war eine technische Herausforderung. Bei der Umsetzung waren rund 3100 Männer beschäftigt, die 76.400.000 Ziegel für die Auskleidung vermauerten. Es waren 250 Tonnen Sprengstoff norwendig, um den Weg durch den Fels zu sprengen und pro Tag mussten 30.000.000 Gallonen Wasser abgepumpt werden. Die ursprüngliche Idee für die Verkürzung der Route war der Bau einer Brücke bei Chepstow. Die Pläne für den Tunnel entstanden 1871 und wurden 1872 genehmigt. Im Folgejahr wurde mit den Arbeiten begonnen. Zu dieser Zeit gab es in Sudbrook noch keine Ansiedlung und die ersten Gebäude entstanden für die Arbeiter, die mit dem Bau beschäftigt waren. Der Tunnelbau ging nur schleppend voran. Bis zum 18. Oktober 1879 waren auf der walisischen Seite erst 130 Yards des Tunnels gebaut worden. Das gesamte Werk vollständig überflutet als zufällig eine bisher unbekannte unterirdische Wasserquelle geöffnet wurde. Dieser Unfall führte dazu, dass die Fortsetzung der Arbeiten am 18. Dezember 1879 an den Ingenieur Thomas A. Walker (1828–1889) abgegeben wurde. Es kam am 2. Juli 1880 erneut zu einer kompletten Überflutung der Baustelle, als eine Entwässerungspumpe zerbarst. Eine Ersatzpumpe wurde am 12. Oktober 1880 in Betrieb genommen. Weitere Rückschläge folgten. Im Mai 1881 gab es einen Streik. Anschließend kam der Bau gut voran. Am 10. Oktober 1883 wurde der Tunnel erneut geflutet. Die Ursache konnte gefunden und behoben werden, aber schon am 17. Oktober 1883 brachte eine gewaltige Flutwelle die Flussmauer des Severn zum Einsturz und erneut strömten Wassermassen in das Bauwerk ein. Am 1. September wurde die Strecke für den Güterverkehr und am 1. Dezember 1886 für Personenzüge eröffnet und am 1. Juli 1889 wurde der regelmäßige Zugverkehr zwischen London und Südwales durch den Severn Tunnel aufgenommen.